# Мелькитская греко-католическая церковь

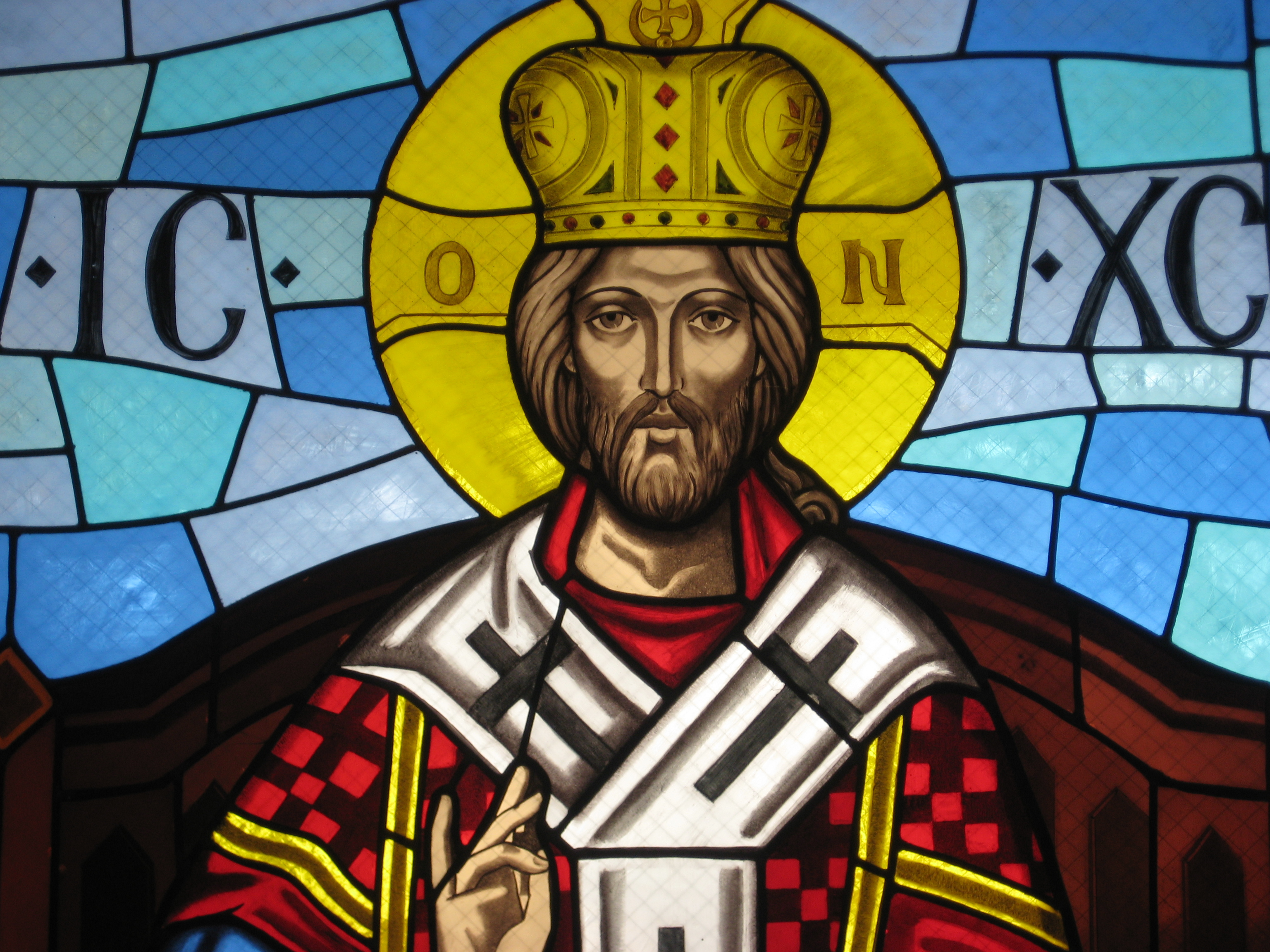
Витраж Благовещенского Мелькитского католического собора в штате Массачусетс, изображающий Христа в святительском облачении, с омофором на плечах.

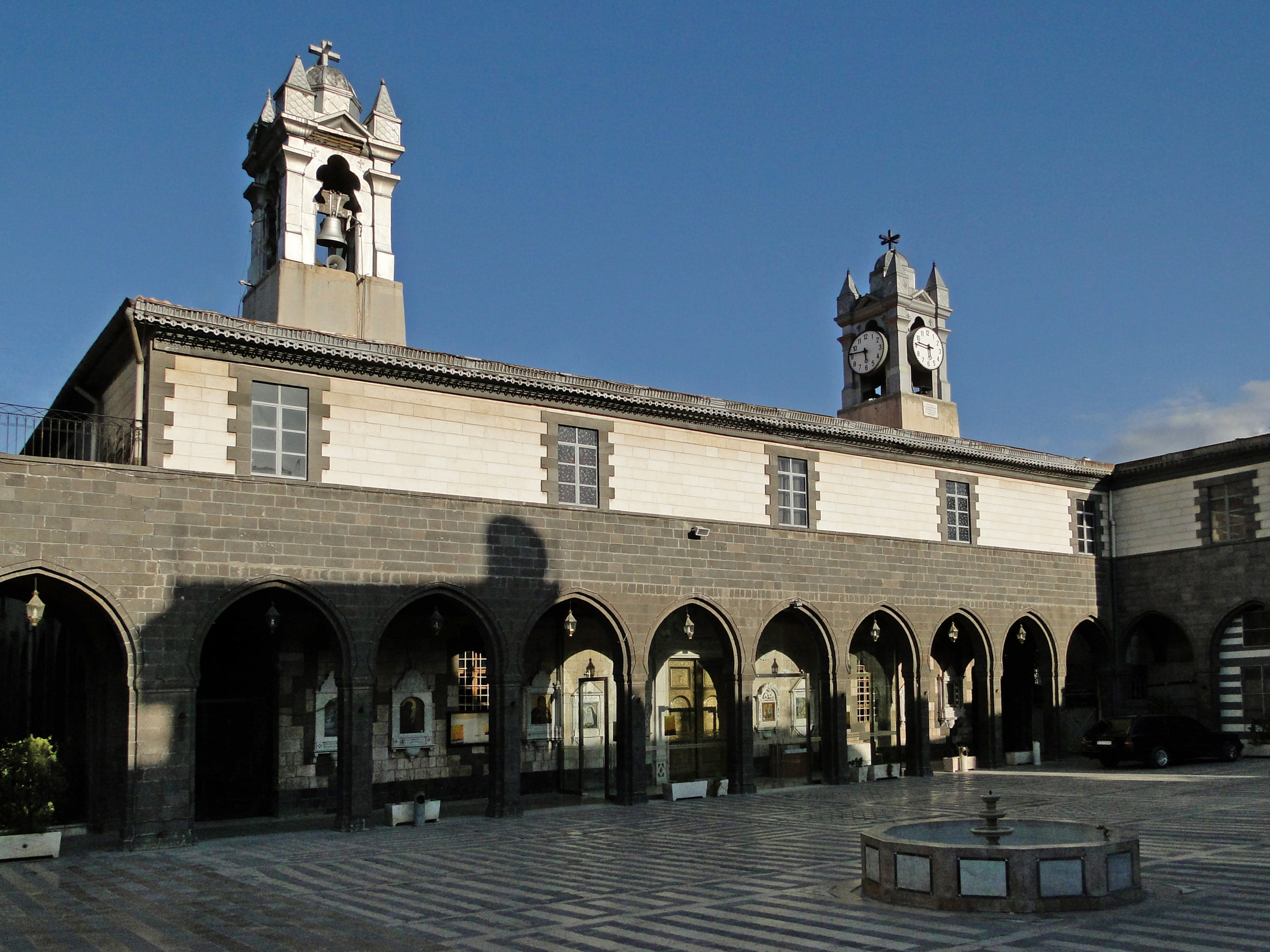
Патриарший собор Мелькитской католической церкви в Дамаске

Мельки́тская греко-католи́ческая це́рковь (араб. كنيسة الروم الملكيين الكاثوليك‎, Kanīsat ar-Rūm al-Malakiyyīn al-Kāṯūlīk, лат. Ecclesiae Graecae Melkitae Catholicae) — одна из восточнокатолических церквей, придерживающихся византийского обряда, то есть принадлежащая к числу грекокатолических церквей. Один из шести восточнокатолических патриархатов. Церковь имеет ближневосточное происхождение, она выделилась в 1724 году из Антиохийской православной церкви, большинство её приверженцев живёт в Сирии, Ливане, Египте, Израиле и Иордании. Кроме того, значительное число мелькитов рассеяно по всему миру в диаспоре.

## Происхождение названия
Слово «мелькит» происходит от сирийского «malka» — «царь, император». Так приверженцы Древневосточных православных церквей называли те церкви древних патриархатов Александрии, Антиохии и Иерусалима, которые приняли постановления Халкидонского собора 451 года (византийские императоры также приняли постановления Халкидонского собора).
Впоследствии термин изменил своё первоначальное значение и в настоящее время используется для обозначения византо-католиков, ведущих своё происхождение от этих трёх древних патриархатов.

## История

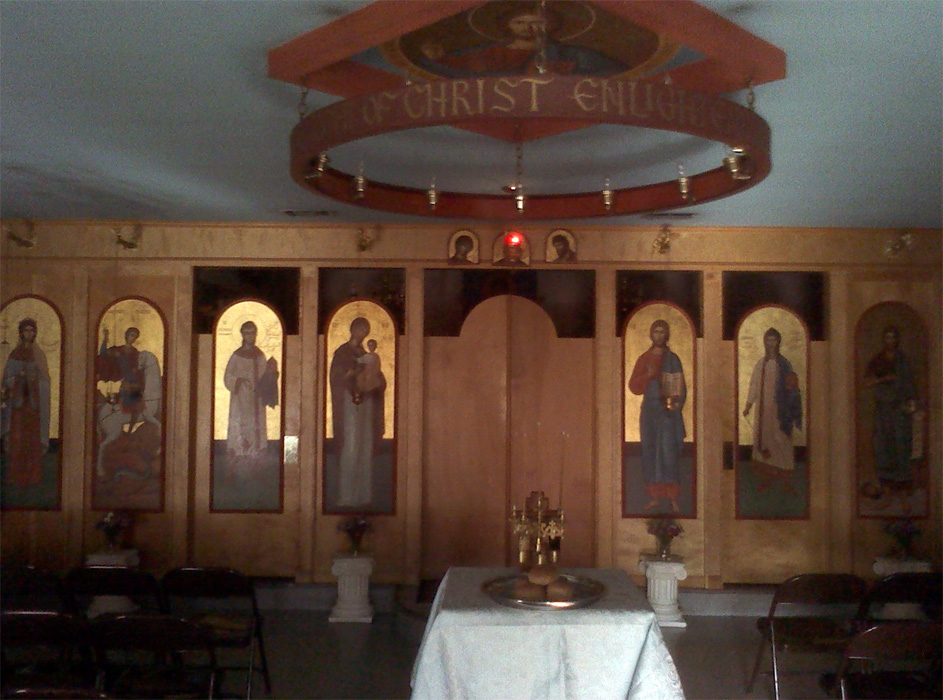
Иконостас в греко-мелькитской церкви в Сакраменто

В XVII веке в Сирии и Ливане активно действовали католические миссионеры, в основном представители францисканцев, иезуитов и кармелитов; в частности, ими было открыто большое число школ. Православные патриархи Антиохии состояли с Римом в переписке, в частности известны письма в Рим патриарха Игнатия III (1619—1631) и патриарха Евфимия III (1635—1636). Хорошие отношения с Римским папой поддерживал Макарий III (1647—1672).
В начале XVIII века в Антиохийской православной церкви возникло движение, выступавшее за унию с Римом. Центром сторонников унии стал Дамаск, а противников — Алеппо. В 1724 году умер патриарх Афанасий IV, назначивший преемником монаха Сильвестра, сторонника алеппской партии и противника унии. Однако дамаскцы не согласились с кандидатурой Сильвестра и избрали патриархом своего сторонника — Кирилла IV (или V или VI) (Танас). После вмешательства Константинопольского патриарха и османского правительства, поддержавших Сильвестра, Кирилл вынужден был бежать из Сирии в Ливан. Пятью годами позже папа Бенедикт XIII признал Кирилла патриархом Антиохии, что зафиксировало раскол и создание Мелькитской грекокатолической церкви.
Первоначально мелькиты существовали только на территории Сирии и Ливана, однако вскоре приходы церкви появились в Палестине и Египте. В 1838 году мелькитский католический патриарх получил дополнительные титулы патриарха Иерусалимского и Александрийского.
В 1848 году османское правительство, ранее относившееся к мелькитам враждебно, признало мелькитскую церковь, что позволило перенести резиденцию патриарха из Ливана назад в Дамаск. Церковь активно росла, подавляющее большинство её членов составляли арабы-христиане.
В 1860 году во время антихристианских погромов в Дамаске многие мелькиты были убиты, а другие покинули Ближний Восток, положив начало массовой эмиграции.
В XIX и XX веках мелькиты распространились по всему миру, составляя часть многочисленных эмигрантов с Ближнего Востока. Мелькитские приходы появились в США, Канаде, Мексике, Австралии, странах Южной Америки.
Отношения с Антиохийской православной церковью оставались до недавнего времени сложными, однако в 1995 году была основана двусторонняя комиссия по диалогу между мелькитами и антиохийскими православными. С обеих сторон было выражено желание преодолеть раскол 1724 года.

## Современное состояние

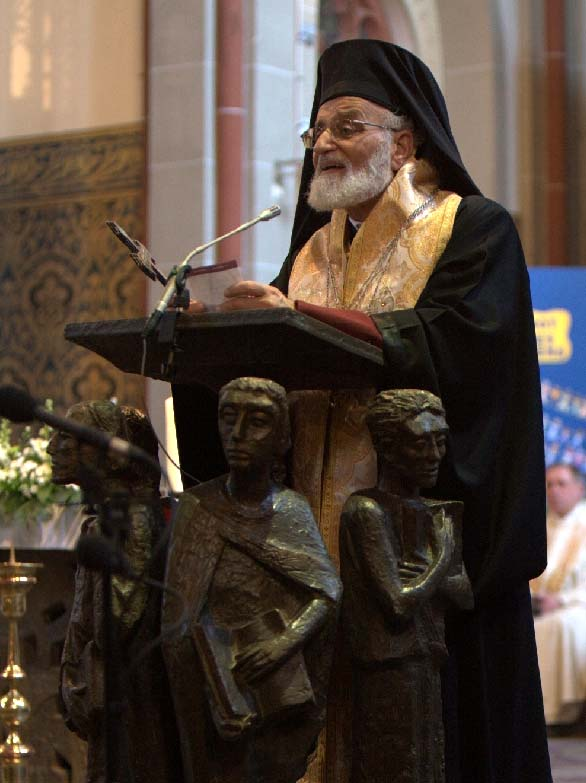
Глава мелькитов до 2017 года — патриарх Григорий III Лахам

Мелькитская католическая церковь имеет статус патриархата. Мелькитский патриархат — один из шести восточнокатолических патриархатов и единственный патриархат византийского обряда; глава носит титул «Патриарх Антиохии, Александрии и Иерусалима». Резиденция патриарха находится в Дамаске, а кафедры Александрии и Иерусалима являются титулярными. С 2000 года по 2017 год церковь возглавлял патриарх Григорий III Лахам, с 2017 года главой церкви был избран Юссеф Абси.
 Австралия
- Епархия Святого Михаила в Сиднее

 Аргентина
- Апостольский экзархат в Аргентине

 Бразилия
- Епархия Пресвятой Девы Марии в Сан-Паулу

 Венесуэла
- Апостольский экзархат в Венесуэле

 Египет
- Архиепархия Александрии

 Израиль
- Архиепархия Иерусалима

 Иордания
- Архиепархия Петры и Филадельфии

 Ирак
- Патриарший экзархат Ирака

 Кувейт
- Патриарший экзархат Кувейта

 Канада
- Епархия Святого Спасителя в Монреале

 Ливан
- Архиепархия Баальбека
- Архиепархия Бейрута и Библа
- Архиепархия Тира c суффраганными архиепархиями:
  - Архиепархия Акки  Израиль
  - Архиепархия Банияса  Ливан
  - Архиепархия Сидона
  - Архиепархия Триполи

 Мексика
- Епархия Пресвятой Девы Марии в Мехико

 Сирия
- Антиохийский патриархат
- Архиепархия Дамаска c суффраганной архиепархией:
  - Архиепархия Захле и Фурзола  Ливан
- Архиепархия Алеппо
- Архиепархия Босры и Хаурана
- Архиепархия Лаодикеи
- Архиепархия Хомса

 США
- Епархия Пресвятой Девы Марии Благовещения в Ньютоне

Мелькитская церковь — самая многочисленная ближневосточная католическая община после маронитской церкви. Согласно данным Annuario Pontificio за 2016 год число членов церкви около 1,52 миллиона человек. Церковь насчитывает 479 приходов, 32 епископа и 524 священника.
Священников для церкви готовят три семинарии — Св. Анны в Рабуе (Ливан), Свято-Спасова семинария в Бейт-Сахуре (Палестинская автономия) и семинария Св. Григория Богослова в Ньютоне (США), готовящая духовенство для США и других англоязычных стран.
Исторический язык богослужения — греческий, однако в настоящее время богослужения проводятся также и на арабском; а в приходах диаспоры — на английском и других языках.

## Мелькиты и Россия

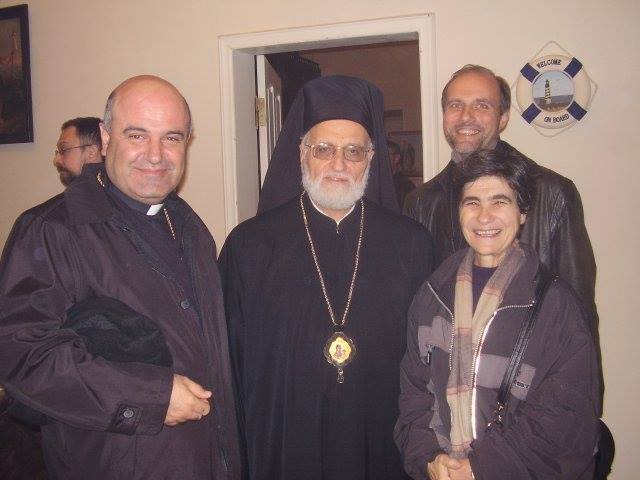
Патриарх Георгий III Лахам в Санкт-Петербурге в 2005 г., справа монахиня Тереза Анакри

С Мелькитской церковью были связаны, служившие в Русском апостолате:
Кирилл Королевский принял в ней рукоположение
Стефан Виргулин — служил в Ливане, затем преподавал в мелькитской семинарии в США
С 1964 по 1984 в Иерусалиме служил священник Всеволод Рошко.
В клир этой церкви был инкардинирован отец Николай Толстой
В 1930 году преосвященным Василием Хури архиепископом Хомса был рукоположён в сан диакона Михаил Юдин-Бельский
В 1979 году архиепископом Иосифом (Joseph Raya) рукоположён в сан диакона Гавриил (Gabriel Seamore) для Русского прихода св. Андрея в Калифорнии
В 1987 году к этому же храму рукоположён Алексий Смит (Alexei Smith) мелькитским архиепископом Иосифом (Joseph Elias Tawil), Епархия Пресвятой Девы Марии Благовещения в Ньютоне.
Ян Францкевич, польский гражданин, убитый в 2001 году в Красноярске, являлся мелькитским епархиальным священником
В Санкт-Петербурге работает мелькиткская монахиня Тереза Анакри.

## Хилларион Капуччи
В конце XX и начале XXI вв. заметную роль на Ближнем Востоке играл епископ сирийской греко-католической мелькитской церкви Илларион (Капуччи) (1922—2017). Служа архиепископом в Кесарии Палестинской, Капуччи активно выступал на стороне палестинцев в ходе арабо-израильского конфликта. В частности, в 1974 году он был задержан израильской полицией при попытке контрабандного провоза оружия в своём личном представительском автомобиле. Был осуждён израильским судом на 12 лет тюремного заключения, впоследствии был освобождён по ходатайству Ватикана. Принимал активное участие в освобождении американских заложников в Иране.